# Катона, Иожеф
Иожеф Катона (венг. Katona József; 1791—1830) — венгерский драматург.
Иожеф Катона изучал юриспруденцию, в 1810 году получил звание адвоката. Написал несколько драм, имевших большой успех: «Банк-Бан» (венг. Bánk Bán,(1821; положена в основу либретто национальной оперы Венгрии «Бан Банк», 1861), «Стефан I, король венгерский» (1813), «Разрушение Иерусалима» и др. Занимался переводами с немецкого языка. Имя Иожефа Катоны носит один из прославленных театров, а также улица Будапешта.